# Catedral de Saint-Malo
La catedral de Saint-Malo (en francés: Cathédrale Saint-Vincent-de-Saragosse de Saint-Malo) en Saint-Malo, Bretaña, es una iglesia católica dedicada a san Vicente de Zaragoza, y un monumento histórico de Francia.
La catedral es una mezcla de estilos romano y gótico y está protegida como "monumento histórico".
La catedral fue construida durante el episcopado de Jean de Châtillon (1146-1163) en el sitio de una iglesia antigua fundada en el siglo VII y reconstruida en el siglo IX. Varios vestigios del edificio del siglo XII de Châtillon siguen siendo hoy parte de los claustros, la nave y el cruce del crucero. El coro fue construido en el siglo XIII y la torre comenzó en el siglo XII, y se terminó en 1422. El lado sur de la catedral y las tres capillas en el área del coro datan del siglo XV. Entre 1583 y 1607 se reconstruyó el lado norte de la catedral y se ensanchó el transepto norte. En el siglo XVIII se construyó la capilla sur y la fachada de la catedral fue reconstruida entre 1772 y 1773.
La catedral fue la sede del antiguo obispado de Saint Malo desde el año 1146 hasta 1801, cuando el Concordato de 1801 abolió ese obispado y dividió su territorio entre los obispados católicos de Rennes, Saint-Brieuc y Vannes.